# Orliac
Orliac là một xã của Pháp, nằm ở tỉnh Dordogne trong vùng Aquitaine của Pháp. Orliac có diện tích 10,54 km2, dân số năm 2005 là 50 người.

## Thông tin nhân khẩu
| Năm    | 1962 | 1968 | 1975 | 1982 | 1990 | 1999 | 2005 |
| ------ | ---- | ---- | ---- | ---- | ---- | ---- | ---- |
| Dân số | 80   | 73   | 87   | 77   | 72   | 51   | 50   |